# Jazz bajo los manzanos

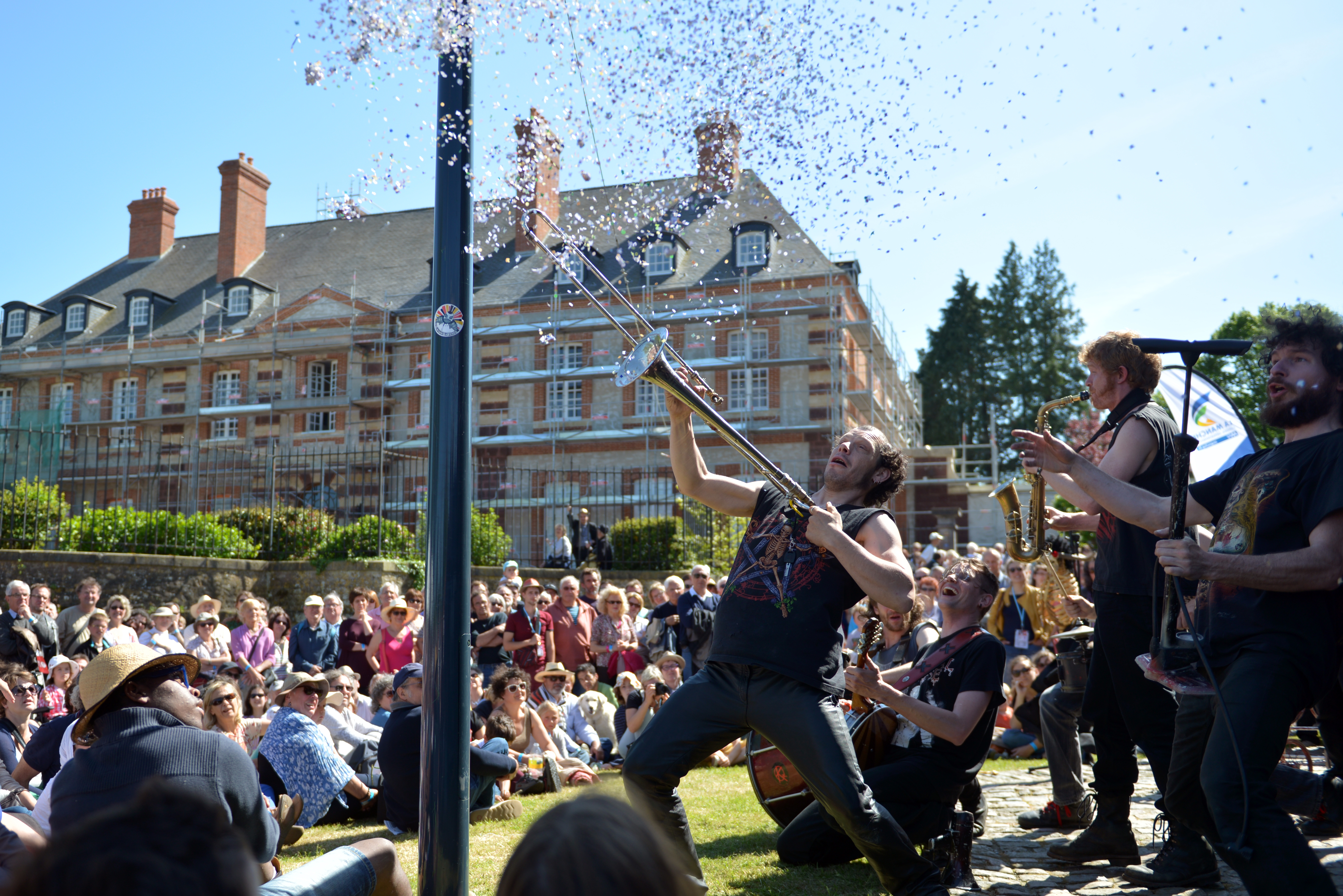
Día de las bandas de música durante la edición 2015 del festival Jazz bajo los manzanos en Coutances.

El festival de Jazz bajo los manzanos (en francés: Jazz sous les Pommiers), se celebra todos los años en la ciudad de Coutances (Mancha). Fue concebido tras un encuentro entre dos amantes del mismo: Thierry Girad, profesor, y Gérard Houssin, animador cultural. La primera edición tuvo lugar en 1982. El festival se celebra, tradicionalmente, durante la semana de la Ascensión.
La programación es muy variada y ecléctica, pasando desde el propio jazz "New Orleans" a la Música electrónica. En el festival se incluyen, asimismo, numerosos espectáculos callejeros. Los artistas invitados son, tanto los músicos locales, como los más importantes músicos internacionales.
El festival cumplió su 25 aniversario en 2006. Ha celebrado un total de 1000 conciertos que han sido seguidos por más de 500.000 espectadores, de los que 350.000 han pagado sus localidades.
En la edición del 2007 se vendieron 29.000 entradas.

## Invitados
Lista incompleta:
- 2017 (previsión) : Pat Metheny, Jan Garbarek, Youn Sun Nah, Jean-Luc Ponty con Biréli Lagrène y Kyle Eastwood, Jean-Jacques Milteau, Michel Portal, Érik Truffaz, Sylvain Kassap, Airelle Besson...
- 2016: Taj Mahal, Dee Dee Bridgewater, Géraldine Laurent quartet, Airelle Besson & l'Orchestre régional de Normandie invitant Youn Sun Nah, Chris Potter quartet, Eric Bibb y Habib Koité, Bettye LaVette - Irvin Maylfield & The New Orleans 7, Christian Scott, Érik Truffaz quartet, Charles Lloyd - Jason Moran duo, Nguyên Lê, David Sanborn, Michael Wollny trio, Belmondo Big Band + Archie Shepp, Pat Thomas & Kwashibu Area Band, Sébastien Texier, Henri Texier, Leyla McCalla trio + Raphaël Imbert y Pascal Danaé, Ana Carla Maza, Schwab Soro, Sarah McKenzie + Stéphane Belmondo, Thomas Enhco, Bojan Z & Julien Lourau duo, René Urtreger trio, Tirana Santana, Osaka Monaurail...
- 2015: Didier Lockwood - Biréli Lagrène - Darryl Hall trio invita  Fiona Monbet, Snarky Puppy & Metropole Orkest, Joe Lovano, Kenny Garrett quintet, Larry Garner & Michael van Merwyk, Lizz Wright, Kyle Eastwood, Paolo Fresu & Omar Sosa duo, Henri Texier, Lisa Simone, Pharoah Sanders quartet, Tigran Hamasyan, Éric Séva quartet, Manu Katché - Richard Bona - Stefano Di Battista - Éric Legnini - Ester Rada…
- 2014: James Carter, Brad Mehldau, Dianne Reeves, Cécile McLorin Salvant, Thomas Enhco, Anoushka Shankar,  Laurent de Wilde, Nina Attal, Thomas Dutronc et Angelo Debarre, Bill Carrothers, The Three Belles and The Bevin Boys…
- 2013: Madeleine Peyroux, Charles Lloyd & Sangam, The Soul Rebels, Ravi Coltrane quintet,  Nicolas Repac, Zé Louis, Stefano di Batista, Amari Famili, Joshua Redman Quartet, New Gary Burton quartet, Avishaï Cohen, Seun Kuti & Egypt 80, Anne Paceo, Gregory Porter (con Jon Hendricks invitado), Winston McAnuff & Fixi y Richard Bona…
- 2012: Marcus Miller, Pink Martini, Hermeto Pascoal, Kurt Elling, Angélique Kidjo, Diego el Cigala…
- 2011: Chucho Valdés, Jacques Gamblin y Laurent de Wilde, Stéphane Belmondo, Youn Sun Nah, Eddy Louiss, Paolo Fresu, Aldo Romano, Gangbé Brass Band invitaAly Keita, Dré Pallemaerts, Le Trio Rosenberg invita Sanseverino, Jamie Cullum, Ron Carter trio…
- 2010: Melody Gardot, John McLaughlin, Roy Hargrove quintet, Omar Sosa & Trilok Gurtu with Afreecanos, Generation Singleton "Gospels & Spirituals", Les Tambours du Burundi, Oreka Tx, Vincent Segal y sus amigos, Joshua Redman / Brad Mehldau duo, Dhafer Youssef quartet Abu Nawas Rhapsody, Cheick Tidiane Seck invita Mamani Keita, Paolo Fresu y Uri Caine…
- 2009: Henri Texier, Andy Sheppard, La 33, Yael Naim, Craig Adams, Mamady Keita, Renata Rosa…
- 2007: Carla Bley, Tuck & Patti, Eliane Elias, Manu Katché, Liz Mc Comb, Abd Al Malik, John Surman, Dave Holland, Daniel Humair, Louis Sclavis, Benjamin Herman, Slang, Trigve Seim Ensemble, Emiko Minakuchi, Jean-Michel Pilc, Flavio Boltro, Yvinek, Top Dog Brass Band, Youngblood Brass Band, Faya dub, Acoustic Africa, Kocani Orkestar, UHT...
- 2006: Trio Beyond (Jack DeJohnette, John Scofield, Larry Goldings), Dianne Reeves, Dee Dee Bridgewater, Goran Bregovic, Femi Kuti, Esbjörn Svensson trio, The Bad Plus, Miguel Zenon, Enrico Rava, Enrico Pieranunzi, Avishai Cohen, Bobby McFerrin, New York Ska Jazz Ensemble, Dub Guerilla...
- 2005: Marcus Miller, Flavio Boltro, Gary Peacock, Henri Texier, Seu Jorge, Stacey Kent, John Taylor, David Murray, Stefano Di Battista...
- 2004: Chick Corea, Cassandra Wilson, Lucky Peterson, James Taylor, Michel Portal, Aldo Romano, Flavio Boltro, Bernard Lubat, Joey Baron, Richard Bona, Romane...
- 2003: Ahmad Jamal, Charlie Haden, Pat Metheny, Sylvain Kassap, Susheela Raman...
- 2002: Dave Holland, Joe Zawinul, Leon Redbone, Rhoda Scott, Biréli Lagrène, Louis Sclavis...
- 2001: Didier Lockwood, Melissa Walker, Popa Chubby, St Germain, Daniel Humair, David Murray, Abdullah Ibrahim, Les Tambours de Brazza, René Urtreger, Laurent de Wilde, Michel Camilo, Patricia Barber, Philip Catherine, Steve Lacy...
- 2000: Archie Shepp, Taj Mahal, Youssou N'Dour, Dee Dee Bridgewater, Jan Garbarek, Glenn Ferris, Jacky Terrasson, Alain Jean-Marie, Paco Sery, Richard Galliano, Sylvain Beuf...
- 1999: Max Roach, The Stars of Faith, John Surman, Daniel Humair, Erik Truffaz, Henri Texier, Andy Shepard, Matasakumbo, Otis Grand...
- 1998: Pat Metheny, Jeanne Lee, Mal Waldron, Matt Guitar Murphy, Kenny Garrett, Aldo Romano, Leon Parker, Roy Hargrove...
- 1997: Lester Bowie, McCoy Tyner, Betty Carter, Compay Segundo, Roy Haynes, Steve Lacy, Koko Taylor, Laurent de Wilde, Keb Mo, Orchestre national de Barbès...
- 1996: Herbie Hancock, Ahmad Jamal, Phil Woods, Salif Keïta, John Hammond, Maceo Parker, Dianne Reeves, John Scofield, Alain Jean-Marie, Boubacar Traoré...
- 1995: Sonny Rollins, Junior Wells, Beverly Jo Scott, Roy Hargrove, Bernard Lubat, Richard Galliano, Patrick Verbeke...
- 1994: Jean-Luc Ponty, Lucky Peterson, Hank Jones, John Hendricks, Ann Peebles, Claude Luter, Eddy Louiss, Michel Portal, Michel Legrand, Paquito D'Rivera, Henri Texier, Sixun...
- 1993: Buddy Guy, Cesária Évora, Abbey Lincoln, Johnny Griffin, Orchestre national du jazz, Biréli Lagrène, Roots, Judy Niemack, Paul Bley, Jimmy Giuffre...
- 1992: Dee Dee Bridgewater, John Mayall, Jan Garbarek, Aldo Romano, Zap Mama, Marc Perrone...
- 1991: Elvin Jones, Branford Marsalis, La Velle, Kenny Baron, Andy Shepard, André Ceccarelli, Tuck and Patti, Johnny Heartsman, Carlos Actis Dato, Evidence, Arthur H,
- 1990: Curtis Mayfield, John Surman, Otis Grand, Orchestre national de jazz (ONJ), Richard Raux, Pantin Cruel, Amabutho, Camille, Danny Thompson, Orphy Robinson, Amina Claudine Myers...
- 1989: Michel Petrucciani, Dewey Redman, Martial Solal, Mike Westbrook, Willem Breuker, Chico Freeman, Andy Shepard, Irakere, Ray Gelato...
- 1988: Gil Evans, Joe Henderson, George Russel, Louis Sclavis, The Mint Juleps, Richard Galliano, Billy Jenkins...
- 1987: McCoy Tyner, Steve Waring, Tony Scott, Alfredo Rofriguez, Courtney Pine Group, Karen Young, Patrice Caratini, Henri Texier...
- 1986: Eddy Louiss, Sixun, Arthur Blythe, Air Mail, Melody Four, Antoine Dessen...
- 1985: Michel Portal, Antoine Hervé, Jan Cees Tans, Kristen Nogues...
- 1984: Paul Bley, Marcia Maria, Georges Arvanitas, Henri Texier...
- 1983: Abbey Lincoln, Jimmy Gourley, Joachim Kühn, Steve Lacy, Cedar Waldron, Willem Breuker...
- 1982: Martial Solal, René Urtreger, Mike Westbrook, La Velle, Chris Mac Gregor, Pantin Cruel...